# Кшан
Кшан (пол. Krzan, нім. Rettig) — село в Польщі, у гміні Косцян Косцянського повіту Великопольського воєводства.
Населення — 82 особи (2011).
У 1975—1998 роках село належало до Лешненського воєводства.

## Демографія
Демографічна структура станом на 31 березня 2011 року:
|          | Загалом | Допрацездатний вік | Працездатний вік | Постпрацездатний вік |
| -------- | ------- | ------------------ | ---------------- | -------------------- |
| Чоловіки | 39      | 8                  | 27               | 4                    |
| Жінки    | 43      | 12                 | 26               | 5                    |
| Разом    | 82      | 20                 | 53               | 9                    |